# イェラ・シュピトコヴァー
イェラ・シュピトコヴァー（Jela Špitková, 1949年1月1日 - ）は、スロヴァキアのヴァイオリン奏者。

## 経歴
ノヴェ・メスト・ナト・バホムの生まれ。幼少期より地元の音楽学校でヴァイオリンを学び、ブラチスラヴァ音楽院でアルビーン・ヴルテルに師事。音楽院在学中の1965年にはブラチスラヴァ放送局主催の音楽コンクールで優勝している。1968年に音楽院を卒業した後は、シオンのティボール・ヴァルガ国際ヴァイオリン・コンクールで四位入賞を果たし、ウィーンでリカルド・オドノポソフの薫陶を受けた。またプラハ音楽院でもアレクサンドル・プロチェクの指導を受けた。1971年にはモスクワ音楽院に留学してイーゴリ・オイストラフやレオニード・コーガン等の下で研鑽を積む。
1975年からブラチスラヴァ音楽院で教鞭をとるようになり、1980年からはモーツァルテウム音楽院でも教えるようになった。